# Ferdia Walsh-Peelo

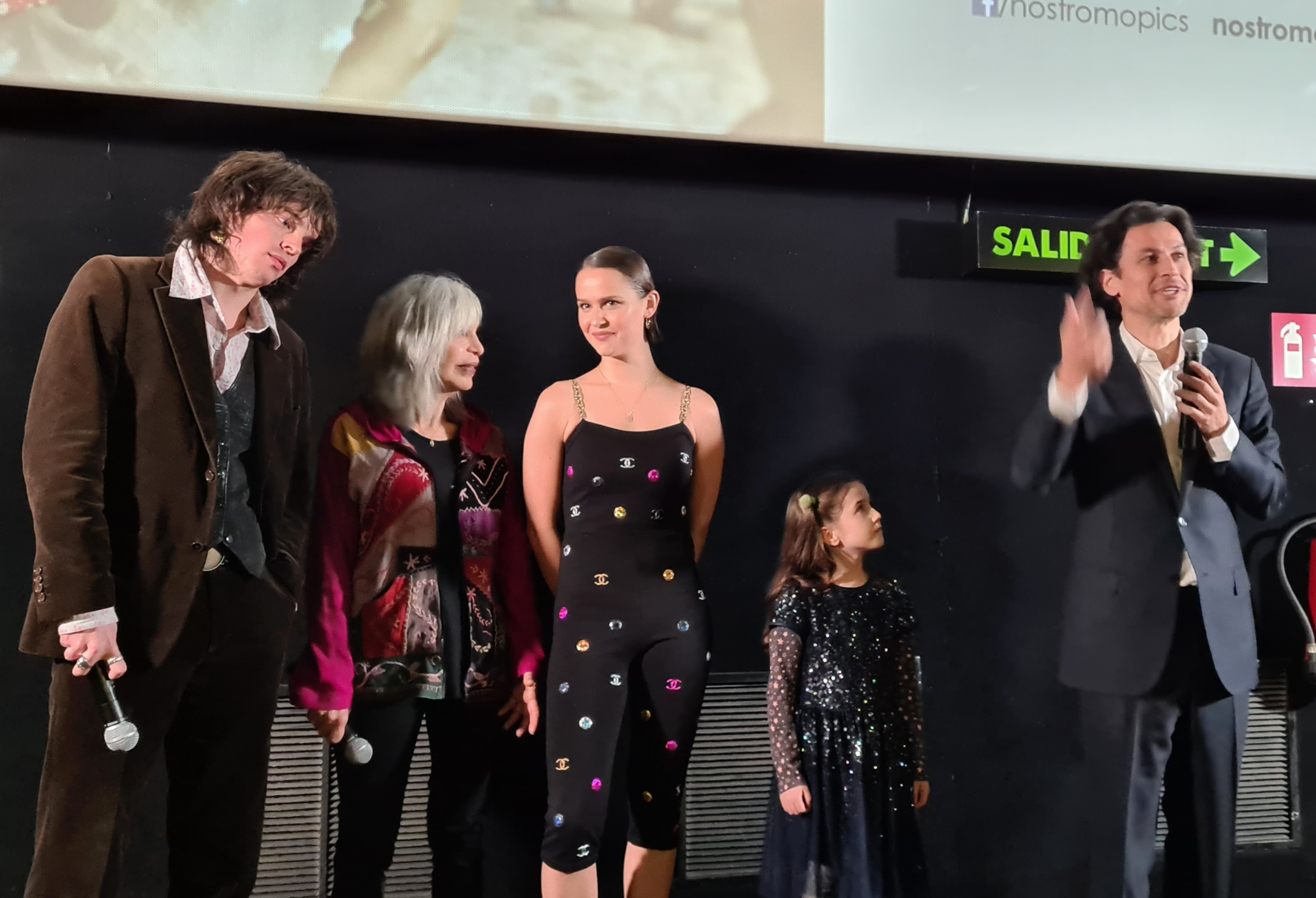
Walsh-Peelo (izq.) con parte del equipo artístico de la película El amor en su lugar en Madrid, noviembre de 2021

Ferdia Walsh-Peelo (Ashford, 12 de octubre de 1999) es un actor, músico y cantante irlandés. Es conocido por interpretar el papel de Conor "Cosmo" Lawlor en la película Sing Street, de 2016, y al Rey Alfredo (Alfredo el Grande) en la serie de drama histórico Vikingos.

## Educación
Walsh-Peelo asistió al Coláiste Ráithín, una escuela tipo Gaelscoil ubicada en Bray, en el condado de Wicklow, Irlanda.

## Carrera
Nació en Ashford, condado de Wicklow, donde empezó su carrera musical como soprano a la edad de siete años entrenado por su madre, la soprano Toni Walsh. Ganó varios premios durante sus primeros años como actor y fue seleccionado para participar en la ópera La flauta mágica, de Mozart, cuando tenía 12 años, y con la cual realizó una gira por Irlanda. Luego, interpretó el papel de Miles en la ópera Otra vuelta de tuerca, de Benjamin Britten. En 2012, aparece en la televisión irlandesa, en el programa Late Late Toy Show, cantando y tocando el piano.
En 2016, Walsh-Peelo hizo su debut cinematográfico protagonizando la comedia musical-dramática Sing Street, junto a la actriz Lucy Boynton. La película fue dirigida por John Carney.
Walsh-Peelo canta, toca la guitarra y el piano, e interpretó en vivo las canciones de Sing Street junto a su coestrella del filme Mark Mckenna después del estreno de la película en el Festival de Cine de Sundance.
Fue representado por William Morris Endeavor en Estados Unidos y por Independent Talent en el Reino Unido en 2015.

## Filmografía

### Cine
| Año  | Título                 | Rol                  | Notas        |
| ---- | ---------------------- | -------------------- | ------------ |
| 2016 | Sing Street            | Conor "Cosmo" Lawlor |              |
| 2020 | Troubled Times         | Eoghan               | Cortometraje |
| 2020 | Here Are the Young Men | Rez                  |              |
| 2020 | Topping Out            | Toby                 | Cortometraje |
| 2021 | CODA                   | Miles                |              |
| 2021 | El amor en su lugar    | Edmund               |              |

### Televisión
| Año       | Título              | Rol         | Notas     |
| --------- | ------------------- | ----------- | --------- |
| 2017–2020 | Vikingos            | Rey Alfredo |           |
| 2018      | Dave Allen at Peace | Dave        | Telefilme |
| 2022      | Pistol              | Nick Kent   | Miniserie |